# Montres Breguet
Die Uhrenmanufaktur Montres Breguet wurde im Jahr 1775 von dem Uhrmacher Abraham Louis Breguet gegründet und hatte ihren Sitz lange Zeit in Paris. Heute ist das Unternehmen im schweizerischen L’Abbaye ansässig und gehört zur Swatch Group.

## Geschichte
1780 stellte Breguet kurz nach Abraham-Louis Perrelet und Hubert Sarton seine ersten Uhren mit automatischem Aufzugsmechanismus durch eine Schwungmasse her. Die ersten Taschenuhren mit integrierter Tonfeder (zur akustischen Zeitanzeige) wurden von Breguet im Jahr 1783 gebaut. 1790 machte die Manufaktur mit dem «pare-chute», einem Vorläufer der Stosssicherung, auf sich aufmerksam. Breguet erhielt im Jahr 1801 vom französischen Innenministerium ein Patent auf die Erfindung des Tourbillons. Mit der ersten richtigen Armbanduhr, die von 1810 bis 1812 gebaut wurde, war Breguet ein Wegbereiter der modernen Uhr als ständige Begleitung.
Da Breguets Uhren weltberühmt wurden, kamen bald mit seinem Namen versehene Fälschungen auf. Deshalb begann Breguet 1795 auf den Zifferblättern seiner Uhren eine Geheimsignatur anzubringen. Unter Fachleuten wurde auch die sogenannte Breguet-Spirale sehr bekannt. Sie ist eine besonders geformte Spiralfeder der Unruh, bei welcher der letzte Spiralumgang dank zweier knieförmiger Biegungen etwas oberhalb der Spirale liegt, womit ein konzentrisches «Atmen» der Spirale erreicht wird.

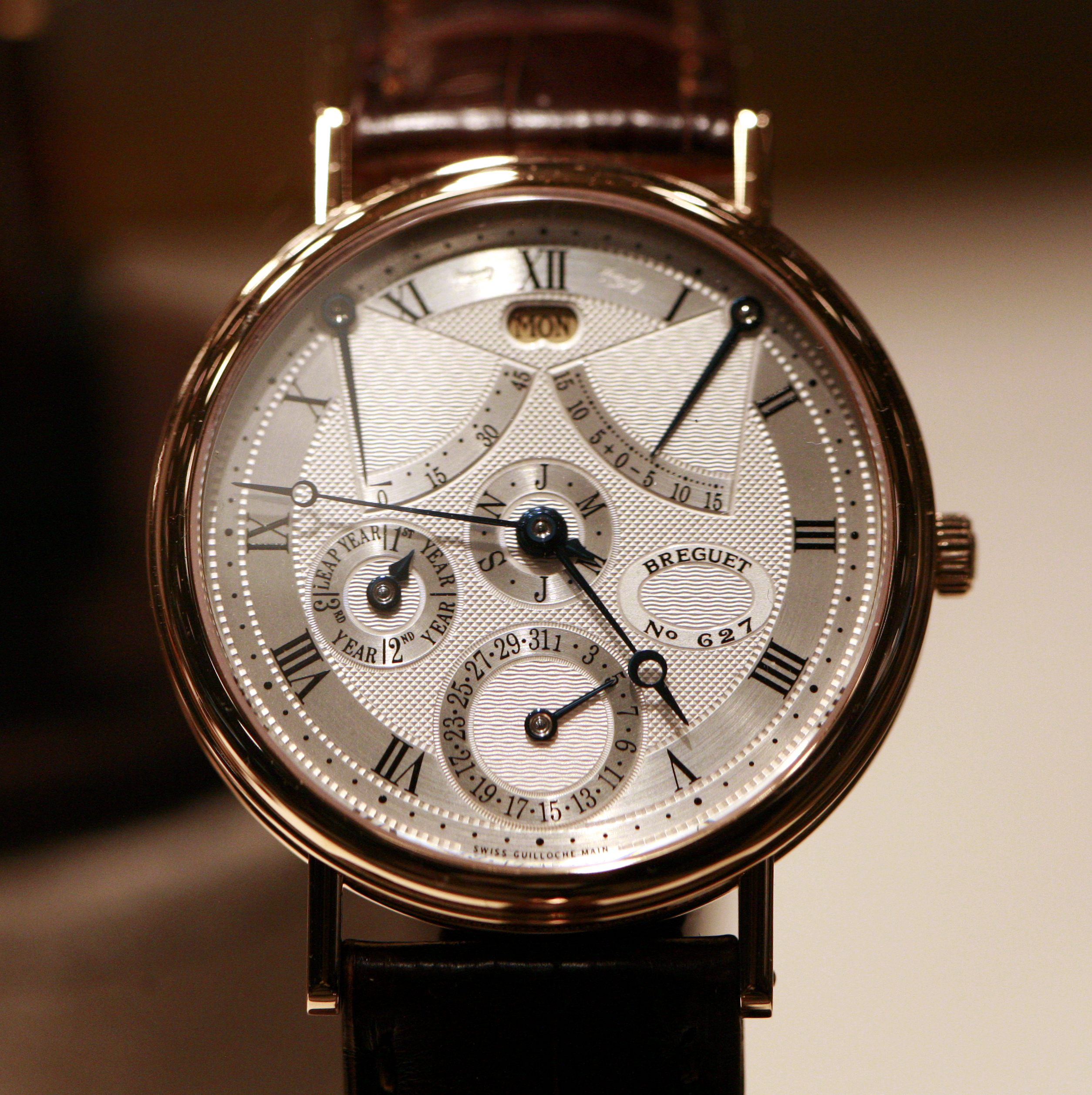
Armbanduhr von Montres Breguet

Breguet-Uhren stellen technische Spitzenprodukte im obersten Preissegment dar. So hat der Mondphasenkalender des Modells "Classique" eine Gültigkeit von 1050 Jahren, die Uhr besteht aus ca. 2500 Einzelteilen und kostet (Stand 2012) ca. € 300'000,--.
Die Manufaktur blieb bis 1870 in Familienbesitz und wurde dann vom damaligen Werkstattchef Edward Brown übernommen. Die Familie von Edward Brown verkaufte Breguet im Jahr 1970 an den Juwelier Chaumet. 1987 ging Breguet in den Besitz der Londoner Finanzgesellschaft Investcorp über. Unter der Investcorp wurde die Groupe Breguet gegründet, zu der die Firmen Montres Breguet SA, Montres Jaquet-Droz SA, Valdar SA und die Nouvelle Lemania SA zählten. 1999 wurde Breguet von der Swatch Group übernommen.
Zum Zeitpunkt der Übernahme verkaufte Breguet jährlich rund 4.000 Uhren bei einem Jahresumsatz in Höhe von ca. 40 Millionen Schweizer Franken. Im Jahr 2006 war die Zahl der verkauften Uhren auf 22.000 jährlich bei einem Umsatz von 400 Millionen Schweizer Franken angestiegen. Beim Bau der Uhrwerke setzt Breguet auch Teile aus Silizium, z. B. Unruhspiralen,  ein.

## Historisch bedeutende Käufer von Uhren der Manufaktur Breguet

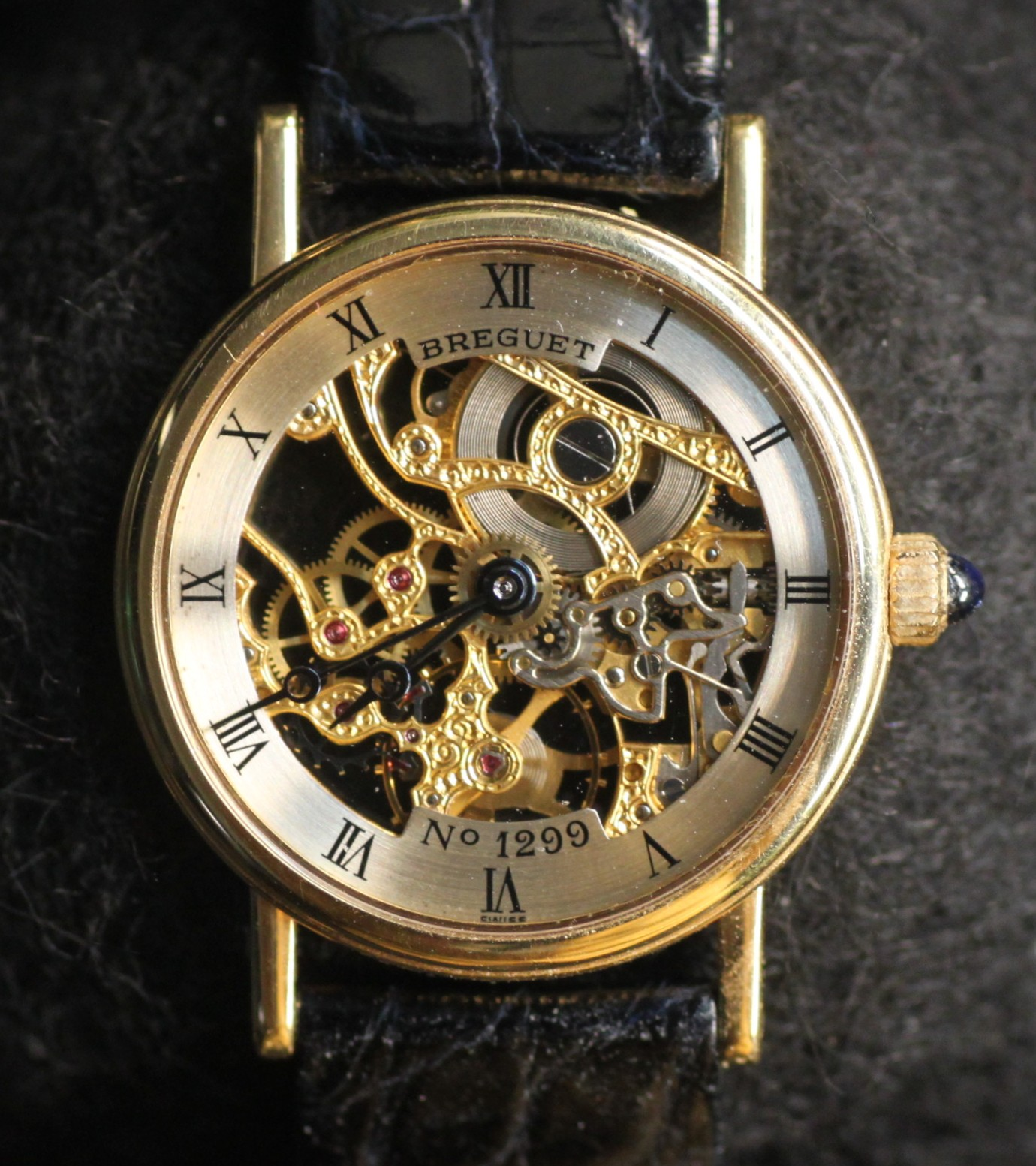
Armbanduhr von Breguet

- Napoléon Bonaparte (1769–1821), französischer Kaiser, drei Taschenuhren, eine Tischuhr No. 178, gekauft 1798
- Joseph Bonaparte, König von Neapel und später Spanien, eine Taschenuhr
- Louis Bonaparte, König von Holland, eine Taschenuhr
- Lucien Bonaparte, Prinz von Canino, eine Taschenuhr
- Jérôme Bonaparte, König von Westphalen, eine Taschenuhr
- Pauline Bonaparte, Prinzessin Borghese, eine Taschenuhr
- Elisa Bonaparte, Grossherzogin der Toskana, eine Taschenuhr
- Stanisław Szczęsny Potocki (1751/1752–1805), polnischer Politiker und Magnat, Taschenuhr No. 1693, gekauft 1809
- Georg IV. (1762–1830), König von Grossbritannien, Taschenuhr No. 921, gekauft 1803
- Thomas Bruce, 7. Earl of Elgin (1766–1841), britischer Diplomat, Taschenuhr No. 1193, gekauft 1803
- Alexander von Humboldt (1769–1859), deutscher Naturforscher, Taschenuhr «Garde-temps», No. 147, gekauft 1805
- Caroline Murat, Königin von Neapel, eine Grande-Complication-Kutschenuhr und die erste Armbanduhr No. 2639, gekauft 1812
- Michel Ney (1769–1815), Marschall von Frankreich, Taschenuhr No. 2121, gekauft 1813
- Charles Baudin (1784–1854), französischer Admiral, Chronometer No. 3230, gekauft 1827
- Gioachino Rossini (1792–1868), italienischer Komponist, Chronometer No. 4604, gekauft 1843
- Friedrich Wilhelm IV. (1795–1861), König von Preussen, Taschenuhr No. 2846, gekauft 1814
- Maria Christina von Neapel-Sizilien (1806–1878), Regentin von Spanien, Tischuhr No. 3347, gekauft 1831
- Albert de Dion (1856–1946), französischer Autopionier, Armbanduhr No. 1782, gekauft 1911
- Winston Churchill (1874–1965), britischer Staatsmann, Chronograph No. 765, gekauft 1928
- Arthur Rubinstein (1887–1982), polnischer Pianist, Taschenuhr No. 4761, gekauft 1930

Quellennachweis